# Saint-Nicolas-du-Tertre
Saint-Nicolas-du-Tertre är en kommun i departementet Morbihan i regionen Bretagne i nordvästra Frankrike. Kommunen ligger i kantonen Malestroit som tillhör arrondissementet Vannes. År 2022 hade Saint-Nicolas-du-Tertre 455 invånare.

## Befolkningsutveckling
Antalet invånare i kommunen Saint-Nicolas-du-Tertre
| Referens: INSEE |